# عين زيوان
عين زيوان هي إحدى القرى المحتلة والمدمرة التابعة لمحافظة القنيطرة في هضبة الجولان بجنوب غرب سوريا.
بلغ عدد سكانها قبل عدوان حزيران عام 1967م حوالي 1095 نسمة. تقع في أرض بركانية سهلية جنوب شرق تل (أبو الندى) وغرب تل عين زيوان وتل الريحانية وإلى جنوبي مدينة القنيطرة بـ 2كم، على ارتفاع 960م فوق سطح البحر.
تأسست قرية عين زيوان في أواخر السبعينيات من القرن التاسع عشر على أيدي بعض المهاجرين الشركس، حيث شيدوا بيوتهم في البداية من التبن والحجارة البازلتية، ثم تطورت فيما بعد لتتحول إلى منازل مبنية من الإسمنت ذات سقوف قرميدية خاصة باتجاه طريق القنيطرة فيق. وقد سميت بهذا الاسم نسبة إلى نوع من أنواع الحنطة الذي ينمو في القرية.
سكانها من الأبزاخ والبجدوغ والقبرتاي، وقد اعتمدوا في معيشتهم على الحبوب والبقوليات والأشجار المثمرة مثل الكرمة والتين، وكانت القرية تشرب من شبكة تستمد ماءها من مشروع مياه بيت جن ومن بعض الآبار الارتوازية المحيطة بالقرية. وقد زارها المستشرق الألماني «غوتلب شومخر» عام 1913م وقال أن القرية تتميز بسعة شوارعها، وجمال بيوتها وعلو أشجارها، وسكانها يبذلون جهداً كبيراً في تزيين قريتهم والمحافظة على نظافتها 

## مستوطنة عين زيفان
وفي23 كانون الثاني عام 1968م أقامت إسرائيل على أنقاض القرية مستوطنة أطلقوا عليها اسم «عين زيفان»، وهي مستوطنة تعتمد على الزراعة بشكل رئيسي، وتعتبر ثالث مستوطنة تقيمها إسرائيل في الجولان، وقد أسسها 13 يهودي من أبناء الكيبوتسات في داخل إسرائيل، إضافة إلى عدد من المتطوعين الأجانب.
تضم المستوطنة حوالي 60 عائلة يهودية، وبلغ عدد سكانها حوالي 300 مستوطن، يعتمدون في اقتصادهم وحياتهم على زراعة وإنتاج التفاح والأفوكادو والذرة والبطاطا، وفي المستوطنة يوجد معمل للأحذية. وقد درج المستوطنون على إقامة مهرجانات سياحية مثل مهرجان الكرز، الذي أطلق عليه «بستان الجولان» وفيه يشجع المستوطنون السائحين من الإسرائيليين والأجانب على المشاركة في قطف الكرز والفاكهة بشكل ذاتي، مع توفير غرف سياحية للنوم لهم داخل المستوطنة. ولتشجيع الاستيطان في المستوطنة منحت إسرائيل مبلغ 200 ألف شيكل (42 ألف دولار أمريكي) منها 40 ألف شيكل هبة لكل شخص يهودي يشتري منزلاً في المستوطنة، مع إمكانية الحصول على قروض بمبلغ 70 ألف شيكل، وتأتي هذه الإغراءات ضمن إطار سياسة تشجيع الاستيطان اليهودي في الجولان المحتل.